# Gian Carlo Capicchioni
Gian Carlo Capicchioni, né le 19 février 1956 à Borgo Maggiore, est un homme d'État saint-marinais.

## Biographie
Comptable de profession, Gian Carlo Capicchioni est membre du Parti des socialistes et des démocrates depuis 2005. Il est de 2003 à 2006, maire de Serravalle et entre au Grand Conseil général, le Parlement saint-marinais.
Il est capitaine-régent de Saint-Marin du 1er octobre 2013 au 1er avril 2014 avec Anna Maria Muccioli.
Après la démission de Claudio Felici en octobre 2014, Gian Carlo Capicchioni le remplace au poste de secrétaire d'État aux Finances et au Budget, aux Télécommunications et aux Relations avec les représentants des philatélistes et des numismates.